# أكمية زنجفرية
أكمية زنجفرية (الاسم العلمي:Aechmea miniata) هي نوع من النباتات تتبع جنس الأكمية من الفصيلة البروميلية.